# 발드르

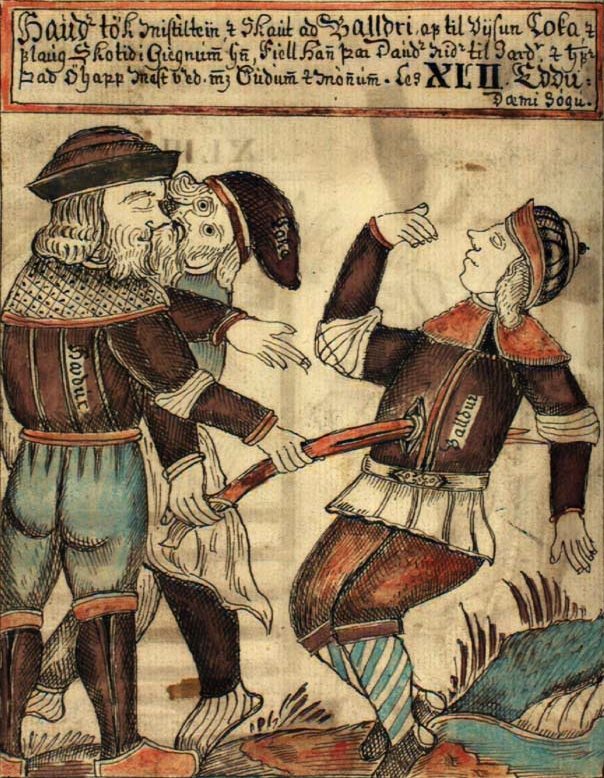
발데르의 죽음

발드르(고대 노르드어: Baldr, 아이슬란드어: Baldur 발뒤르, 고대 노르드어: Balder 발데르)는 노르드 신화의 아스이다. 오딘과 프리그 사이의 아들이다.
12세기 덴마크의 삭소 그라마티쿠스를 비롯한 다른 라틴어 연대기작자들은 발드르에 대한 에우헤메리즘(Euhemerism)적 이야기를 기록했다. 이들에 따르면 발데루스(Balderus)가 노르웨이의 공주 난나를 두고 회테루스와 싸우다 죽었다고 한다.
그 뒤 13세기 아이슬란드에서는 고대의 신화를 바탕으로 한 《고 에다》와 《신 에다》가 쓰였는데, 여기서 노르드의 신으로서 발드르의 역할을 알 수 있다. 여기서 발드르는 비극적인 죽음을 맞게 되며, 그의 죽음은 말세인 라그나로크의 징조이다. 〈길피의 속임수〉에 따르면 발드르의 아내는 난나 넵스도티르이고 그들의 아들은 포르세티이다. 또한 그는 역사상 건조된 배 중 가장 거대한 흐링호르니의 소유자였으며, 발드르의 저택인 브레이다블리크보다 아름다운 장소는 세상에 없었다고 한다.

## 같이 보기
- 게르만 신화의 신 목록
- 레밍캐이넨